# Месть — моё право
«Месть — моё право» (англ.  Vengeance is Mine!) — роман-бестселлер 1950 года американского писателя Мики Спиллейна. Приключенческий роман, детектив.

## Описание сюжета
Действие происходит в середине двадцатого века в Америке. Главный герой романа — частный детектив Майк Хаммер, постоянный персонаж многих произведений Спиллейна.
Когда Майк Хаммер просыпается утром в номере фешенебельного нью-йоркского отеля, то выясняется, что рядом на полу лежит с простреленной головой его друг, ветеран Второй мировой войны Честер Уилер. В руке у него револьвер Майка. Полиция Нью-Йорка считает, что произошло самоубийство. Но Майк Хаммер уверен, что это утончённое убийство, ведь в его револьвере не хватает двух патронов, а выстрел в голову был один. Хаммер начинает собственное расследование.
Случай оказывается столь странным, что зацепиться, практически, не за что. Но ведь что-то же стало причиной убийства. Месть или деньги? А может быть, ревность? В то же время число загадочных убийств растёт. В их расследовании Майку Хаммеру по тем или иным причинам противодействуют высокопоставленные лица, в том числе прокурор города. Несмотря на это Хаммеру, которому помогает его друг — капитан Пэтрик Чамберс из отдела по расследованию убийств нью-йоркской полиции, удаётся изобличить преступников. Все нити ведут в «Агентство фотомоделей Антона Липсека».
В Нью-Йорке в тот день шёл снег. «Вокруг было белым-бело. Снег скрыл под собой всю грязь и мерзость — сама природа исправляла собственные грехи», — резюмировал в своём романе Мики Спиллейн.

## Литературные особенности
Американские литературные критики отмечали чрезмерное присутствие в романе сцен насилия, секса и безбрежных рек алкоголя. Сам же Спиллейн говорил: «Секс и насилие встречаются у меня только там и тогда, где и когда это совершенно необходимо».